# 김원철
김원철(1964년 5월 30일 ~ )은 대한민국의 건축가다.

## 경력
- 2011.6~ : Architect 4Life 대표이사
- 2003.5~2008.5 : 지온건축사사무소 대표이사
- 2001.3~2003.5 : 포디움건축사무소 대표이사
- 2001~2007.7 : 명지대학교 건축과, 경원대 실내건축과, 호서대 건축과 출강

## 방송
- MBC 일요일 일요일 밤에 "신동엽의 러브하우스", "브레인 서바이벌"
- MBC 안녕 프란체스카 우정 출연
- MBC 댄싱 위드 더 스타 시즌 2 출연 (2012년) - 12위/12팀

## 광고
- 2002년 롯데제과 위즐 (이창하와 함께 출연)
- 2002년 LG텔레콤 파워요금제 (배용준과 함께 출연)